# Ephebe
Ephebe Fr. (gąszczyk) – rodzaj grzybów z rodziny Lichinaceae. Ze względu na współżycie z glonami zaliczany jest do grupy porostów. W Polsce występuje jeden gatunek.

## Systematyka i nazewnictwo
Pozycja w klasyfikacji według Index Fungorum:  Lichinaceae, Lichinales, Incertae sedis, Lichinomycetes, Pezizomycotina, Ascomycota, Fungi.
Synonimy nazwy naukowej: Ephebeia Nyl., Ephebomyces Cif. & Tomas., Spilonematopsis Å.E. Dahl.
Nazwa polska według W. Fałtynowicza.

## Niektóre gatunki
- Ephebe epheboides (F. Wilson) Henssen 1963
- Ephebe fruticosa Henssen 1963
- Ephebe hispidula (Ach.) Horw. 1912
- Ephebe lanata (L.) Vain. 1888 – gąszczyk wełnisty
- Ephebe tasmanica Cromb. 1880

Nazwy naukowe na podstawie Index Fungorum. Uwzględniono tylko taksony zweryfikowane. Nazwy polskie według checklist W. Fałtynowicza.